# Picea albertiana
Picea albertiana là một loài thực vật hạt trần trong họ Thông. Loài này được S.Br. miêu tả khoa học đầu tiên năm 1907.